# Watchguard International
«Уотчгуард Интернэшнл» (англ. Watchguard International) — британская частная военная компания, созданная основателем разведывательной службы САС Дэвидом Стирлингом.

## История
Компания появилась на свет в 1967 году благодаря усилиям британского полковника Дэвида Стирлинга и бывшего командира 22-го полка САС Джона Вудхауса. Регистрация компании была оформлена в оффшорной зоне на острове Джерси (Ла-Манш), штаб-квартира была расположена в Лондоне, на улице Слоун-стрит № 22.
Приоритетным направлением работы компании стало обслуживание интересов стран-союзников Великобритании, а также — международных организаций. Военный персонал компании вербовался клиентами на должности инструкторов, советников, руководителей служб безопасности или гвардейских частей. Как правило, основной фокус интересов компании не покидал стран Аравийского полуострова — Йемена, Саудовской Аравии и Омана. Среди предлагаемых клиентуре услуг значились: консалтинг по военным вопросам, обучение личного состава, а также — боевая и материально-техническая поддержка при ведении антиповстанческих операций. Помимо этого, активно используя кадровыe резервы спецслужбы САС, компания способствовала устранению диссидентов в султанатах Персидского залива, где её специалисты также сопровождали операции против национально-освободительных движений. В конце концов её советники и инструкторы стали работать на Ближнем Востоке, в Африке, Латинской Америке и в Восточной Азии.
В начале 70-х руководство компании Watchguard разрабатывало операцию под кодовым грифом «Хилтон», в рамках которой планировалось совершить налёт на Триполи, свергнуть молодого полковника Каддафи и восстановить власть короля Идриса. Однако, в самый разгар подготовки английские власти решили, что участие британских подданных в этой авантюре может испортить отношения Великобритании с арабскими странами и приготовления были свёрнуты.
В 1972 году компания Watchguard International была закрыта, а её создатель Дэвид Стирлинг перенёс свои интересы в плоскость политики и телевидения. Тем не менее, организация, характер и принципы её работы стали образцом для подражания у различных компаний, которые работают на рынке обеспечения безопасности и военных услуг, например — Kulinda Security Ltd., KAS Enterprises, Saladin Security и Defense Systems. Среди последователей полковника Стирлинга можно также упомянуть UNISOS, Control Risks Group, «Кини Мини» и ряд других.